# クリストファー・ウォーケン
クリストファー・ウォーケン（Christopher Walken、1943年3月31日 - ）は、アメリカ合衆国の俳優。

## プロフィール

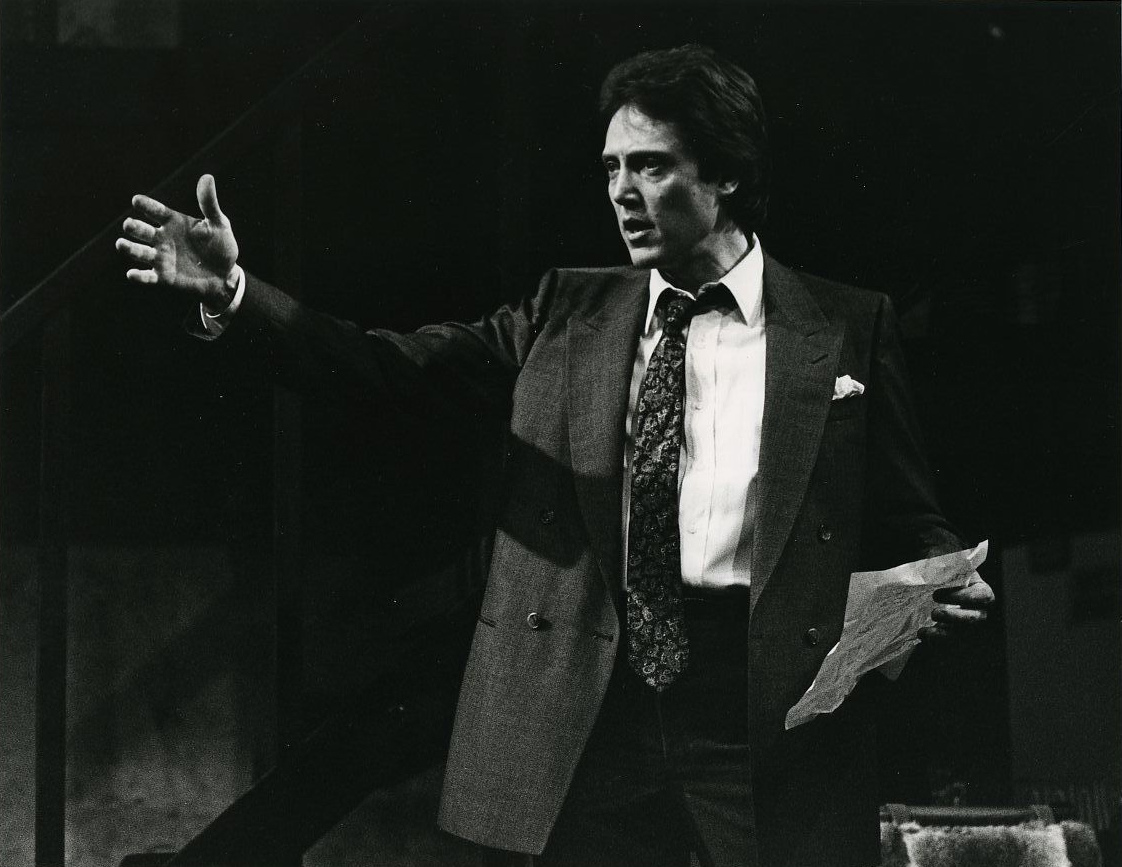
1984年

### 生い立ち
本名はロナルド・ウォーケン（Ronald Walken）。ニューヨーク・クイーンズ区アストリアにて、ドイツ生まれの父親とスコットランド生まれの母親の間に、3人兄弟の次男として生まれる。父親はベーカリーを経営していた。15歳ぐらいの時、サーカスのライオンの調教師として働いていた。

### 子役
幼い頃からダンスや演技を学び、兄弟と共にテレビ番組などにも子役として出演していた。Hofstra Universityで学ぶが卒業はしなかった。映画デビュー以前も舞台作品において数々の賞を受賞している。

### アカデミー賞俳優
1978年にベトナム戦争を題材にした『ディア・ハンター』で戦争で精神に障害を負い、夜のサイゴンでロシアン・ルーレットに傾倒する青年ニックを演じ、その鬼気迫る演技でアカデミー助演男優賞を受賞したほか、2002年に公開された『キャッチ・ミー・イフ・ユー・キャン』でも、主人公の父親役を演じてアカデミー助演男優賞にノミネートされた。
1985年の『007 美しき獲物たち』には、シリコンバレーを壊滅させ、マイクロチップ市場の独占を企てるマックス・ゾリン役で出演。007シリーズの悪役としては、初のアカデミー賞受賞歴のある俳優であった。
1991年に出演した『キング・オブ・ニューヨーク』のプロモーションで来日した際には、タモリ司会の『森田一義アワー 笑っていいとも!』に出演した。

### ウォーケンとカウベル
ウォーケンはアメリカでは「Patron Saint of the Cowbell」（カウベルの守護聖人）の異名を持つ。これは2000年に出演した『サタデー・ナイト・ライブ』において、カウベルに固執するレコードプロデューサーを演じるスケッチがあったためである（Wikipedia英語版記事「More cowbell」も参照）。
このスケッチは半世紀に及ぶ番組の歴史上屈指の人気を誇り（「ローリングストーン誌が選ぶSNLのスケッチ」で第9位など）、ウィル・フェレルが「『私はカウベルの人と思われている。舞台のカーテンコールでカウベルを渡されたこともある。』と後年ウォーケンが自分にボヤいた。」というエピソードをザ・トゥナイト・ショー・スターリング・ジミー・ファロンで披露している（フェレルとファロンは共にこのスケッチの出演者であり、カウベルを鳴らす男を演じたのはフェレルであった。）。現在では「more cowbell 」が「その人や物を際立たせる(過剰な)ひと味違う要素」の意味を持つイディオムとして辞書に掲載されるほどに定着している。

### 舞台俳優
舞台のミュージカル俳優出身であるため、多くの出演作品の中で多かれ少なかれ踊っている。2001年にはスパイク・ジョーンズが製作したファットボーイ・スリムの「Weapon Of Choice」のPVに出演し、ホテルの中をスーツ姿で曲中ひたすら踊り続ける姿が話題になった。近年ではミュージカル映画『ヘアスプレー』で主人公の父親役として歌とダンスを披露している。
2010年には、ブロードウェイで久しぶりの舞台出演を行い、マーティン・マクドナー作『スポケーンの左手』に、カーマイケル役で出演してトニー賞候補となった。

## 私生活
- 1969年にキャスティング・ディレクターのGeorgianne Walkenと結婚し、以来50年以上仲睦まじく連れ添っている。子供はいない[9]。

- 大の猫好きでもあり、『KISS Guide to Cat Care』という猫の飼い方に関するハウツー本に序文を寄せたこともある。

## 出演作品

### 映画
| 公開年 | 邦題 原題                                                                            | 役名                         | 備考                                                             | 日本語吹替                                                             |
| ------ | ------------------------------------------------------------------------------------ | ---------------------------- | ---------------------------------------------------------------- | ---------------------------------------------------------------------- |
| 1971年 | ショーン・コネリー/盗聴作戦 The Anderson Tapes                                       | ザ・キッド                   |                                                                  | 古川登志夫（フジテレビ版）                                             |
| 1972年 | クリストファー・ウォーケンのマインド・スナッチャー/狂気の人体実験 The Happiness Cage | ジェームズ・H・リース        | 日本劇場未公開                                                   |                                                                        |
| 1976年 | グリニッチ・ビレッジの青春 Next Stop, Greenwich Village                              | ロバート                     |                                                                  | 野島昭生                                                               |
| 1977年 | センチネル The Sentinel                                                              | リッツォ刑事                 |                                                                  |                                                                        |
| 1977年 | アニー・ホール Annie Hal                                                             | デュエイン・ホール           |                                                                  | TBA（TBS版）                                                           |
| 1977年 | ローズランド Roseland                                                                | ラッセル                     |                                                                  | 家中宏                                                                 |
| 1978年 | アステカの秘宝 Shoot the Sun Down                                                    | ミスター・レインボー         | 日本劇場未公開                                                   | （日本語吹替版なし）                                                   |
| 1978年 | ディア・ハンター The Deer Hunter                                                     | ニック                       | アカデミー助演男優賞 受賞                                        | 羽佐間道夫（フジテレビ版）                                             |
| 1980年 | 天国の門 Heaven's Gate                                                               | ネイサン・D・チャンピオン    |                                                                  | 谷口節（TBS版）                                                        |
| 1980年 | 戦争の犬たち The Dogs of War                                                         | ジェイミー・シャノン         |                                                                  | 野沢那智                                                               |
| 1981年 | ペニーズ・フロム・ヘブン Pennies from Heaven                                         | トム                         | 日本劇場未公開                                                   | （日本語吹替版なし）                                                   |
| 1982年 | アクターズ・ラブ 舞台は恋のキューピッド American Playhouse: Who Am I This Time?      | ハリー・ナッシュ             |                                                                  |                                                                        |
| 1983年 | ブレインストーム Brainstorm                                                          | マイケル・ブレイス           |                                                                  | 曽我部和恭（TBS版）                                                    |
| 1983年 | デッドゾーン The Dead Zone                                                           | ジョニー・スミス             |                                                                  | 野沢那智（テレビ朝日版）                                               |
| 1985年 | 007 美しき獲物たち A View To A KIll                                                  | マックス・ゾーリン           |                                                                  | 野沢那智（TBS版） 山路和弘（DVD/BD版）                                 |
| 1986年 | ロンリー・ブラッド At Close Range                                                    | ブラッド・ホワイトウッドSr   |                                                                  | 山野史人                                                               |
| 1987年 | ウォーゾーン/虐殺報道 Deadline                                                       | ドン・スティーヴンス         | 日本劇場未公開                                                   |                                                                        |
| 1988年 | ミラグロ/奇跡の地 The Milagro Beanfield War                                          | キリル・モンタナ             |                                                                  | 水内清光                                                               |
| 1988年 | ブルースが聞こえる Biloxi Blues                                                      | トゥーミー軍曹               |                                                                  | （日本語吹替版なし）                                                   |
| 1988年 | ホームボーイ Homeboy                                                                 | ウェズリー・ペンダーグラス   |                                                                  | （日本語吹替版なし）                                                   |
| 1989年 | コミュニオン/遭遇 Communion                                                          | ホイットレー                 | 日本劇場未公開                                                   |                                                                        |
| 1990年 | キング・オブ・ニューヨーク King of New York                                          | フランク・ホワイト           |                                                                  |                                                                        |
| 1990年 | 迷宮のヴェニス The Comfort of Strangers                                              | ロバート                     | 日本劇場未公開                                                   |                                                                        |
| 1991年 | 潮風のサラ Sarah, Plain and Tall                                                     | ジェイコブ・ウィッティング   | テレビ映画                                                       |                                                                        |
| 1991年 | マクベイン McBain                                                                    | ロバート・マクベイン         |                                                                  | 西垣俊作（DVD版） 池田秀一（VHS版） 千田光男（日本テレビ版）           |
| 1992年 | ミッドナイトチェイサー All-American Murder                                           | P.J. デッカー                | ビデオ作品                                                       |                                                                        |
| 1992年 | ミストレス Mistress                                                                  | ウォレン・ゼル               |                                                                  | 金尾哲夫                                                               |
| 1992年 | バットマン リターンズ Batman Returns                                                 | マックス・シュレック         |                                                                  | 小川真司（ソフト版） 野沢那智（テレビ朝日版） 中村秀利（吹替補完版）   |
| 1992年 | 流血の絆 Le Grand Pardon II                                                          | パスコ                       |                                                                  | 大塚芳忠                                                               |
| 1993年 | 続・潮風のサラ Skylark                                                               | ジェイコブ・ウィッティング   | テレビ映画                                                       |                                                                        |
| 1993年 | トゥルー・ロマンス True Romance                                                      | ヴィンセンツォ・ココッティ   |                                                                  | 小川真司（ソフト版） 小林勝彦（日本テレビ版） 野沢那智（テレビ東京版） |
| 1993年 | ウェインズ・ワールド2 Wayne's World 2                                                | ボビー・カーン               | 日本劇場未公開                                                   | 大塚芳忠                                                               |
| 1994年 | 恋の選択 A Business Affair                                                           | ヴァンニ・コルソ             | 日本劇場未公開                                                   | 菅生隆之                                                               |
| 1994年 | パルプ・フィクション Pulp Fiction                                                    | クーンツ大尉                 |                                                                  | 菅生隆之                                                               |
| 1995年 | アディクション The Addiction                                                         | ペイナ                       | 別題『アディクション 吸血の宴』                                  |                                                                        |
| 1995年 | ゴッド・アーミー/悪の天使 The Prophecy                                               | ガブリエル                   |                                                                  | 小川真司（VHS版）                                                      |
| 1995年 | ワイルド・サイド Wild Side                                                           | ブルーノ・バッキンガム       |                                                                  | 小川真司（VHS版）                                                      |
| 1995年 | サーチ&デストロイ Search and Destroy                                                 | キム・ユランダー             |                                                                  | 小川真司（VHS版）                                                      |
| 1995年 | デンバーに死す時 Things to Do in Denver When You're Dead                             | ボス                         |                                                                  | 菅生隆之（VHS版）                                                      |
| 1995年 | ニック・オブ・タイム Nick of Time                                                    | Mr.スミス                    |                                                                  | 大塚芳忠（ソフト版） 江原正士（日本テレビ版）                          |
| 1996年 | バスキア Basquiat                                                                    | インタビュアー               |                                                                  | 有本欽隆                                                               |
| 1996年 | フューネラル The Funeral                                                             | レイ・テンピオ               | 別題『フューネラル/流血の街』                                    | 野沢那智                                                               |
| 1996年 | ラストマン・スタンディング Last Man Standing                                         | ヒッキー                     |                                                                  | 有本欽隆（ソフト版） 立木文彦（テレビ朝日版）                          |
| 1997年 | Touch タッチ Touch                                                                   | ビル・ヒル                   |                                                                  |                                                                        |
| 1997年 | エクセス・バゲッジ/シュガーな気持ち Excess Baggage                                   | レイ                         |                                                                  | 仲野裕                                                                 |
| 1997年 | ラスト・キングス Suicide Kings                                                       | チャーリー・バレット         | 日本劇場未公開                                                   |                                                                        |
| 1997年 | マウス・ハント Mousehunt                                                             | シーザー                     |                                                                  | 水野龍司（劇場公開版） 野沢那智（TBS版）                               |
| 1998年 | ゴッド・アーミー/復讐の天使 The Prophecy II                                          | ガブリエル                   | ビデオ作品                                                       | 水野龍司（VHS版）                                                      |
| 1998年 | 天井桟敷のみだらな人々 Illuminata                                                    | ベヴァラクア                 |                                                                  |                                                                        |
| 1998年 | メビウス Trance                                                                      | ビル                         |                                                                  | 小川真司                                                               |
| 1998年 | ニューローズホテル New Rose Hotel                                                    | フォックス                   | 日本劇場未公開                                                   | （日本語吹替版なし）                                                   |
| 1998年 | アンツ Antz                                                                          | カッター                     | 声の出演                                                         | 水野龍司                                                               |
| 1999年 | タイムトラベラー/きのうから来た恋人 Blast from the Past                              | カルヴィン                   |                                                                  | 増岡弘                                                                 |
| 1999年 | シシリアン/虐殺の地 Vendetta                                                         | ジェームズ・ヒューストン     | テレビ映画                                                       | 石井隆夫                                                               |
| 1999年 | スリーピー・ホロウ Sleepy Hollow                                                     | 首なし騎士                   |                                                                  | 台詞なし                                                               |
| 1999年 | 潮風のサラ 冬の終わり Sarah, Plain and Tall: Winter's End                            | ジェイコブ・ウィッティング   | テレビ映画                                                       |                                                                        |
| 2000年 | ゴッド・アーミー 聖戦 The Prophecy 3: The Ascent                                     | ガブリエル                   | ビデオ作品                                                       | 田中正彦                                                               |
| 2000年 | デッド・レイン The Opportunists                                                      | ヴィク                       | 日本劇場未公開                                                   |                                                                        |
| 2001年 | アメリカン・スウィートハート America's Sweethearts                                   | ハル・ワイドマン             |                                                                  | 有本欽隆                                                               |
| 2001年 | マリー・アントワネットの首飾り The Affair of the Necklace                            | カリオストロ伯爵             |                                                                  | 手塚秀彰                                                               |
| 2002年 | カントリー・ベアーズ The Country Bears                                               | リード・シンプル             |                                                                  | 野沢那智                                                               |
| 2002年 | キャッチ・ミー・イフ・ユー・キャン Catch Me If You Can                               | フランク・アバグネイルの父親 | 英国アカデミー賞 助演男優賞 受賞 アカデミー助演男優賞 ノミネート | 土師孝也                                                               |
| 2002年 | ジュリアス・シーザー Julius Caesar                                                   | カトー                       | テレビ映画                                                       |                                                                        |
| 2003年 | カンガルー・ジャック Kangaroo Jack                                                   | サル・マッジオ               |                                                                  | 佐々木勝彦                                                             |
| 2003年 | ランダウン ロッキング・ザ・アマゾン The Rundown                                      | ハッチャー                   |                                                                  | 有本欽隆（ソフト版） 菅生隆之（テレビ東京版）                          |
| 2004年 | マイ・ボディガード Man on Fire                                                       | ポール・レイバーン           |                                                                  | 有本欽隆（ソフト版、機内上映版）                                       |
| 2004年 | 隣のリッチマン Envy                                                                  | J-マン                       | 日本劇場未公開                                                   | 有本欽隆                                                               |
| 2004年 | ステップフォード・ワイフ The Stepford Wives                                          | マイク・ウェリントン         |                                                                  | 土師孝也                                                               |
| 2004年 | ラスト・マップ/真実を探して Around the Bend                                          | ターナー・レア               | 日本劇場未公開                                                   | 原康義                                                                 |
| 2005年 | ウェディング・クラッシャーズ Wedding Crashers                                        | ウィリアム・クリアリー       |                                                                  | 江原正士                                                               |
| 2005年 | ドミノ Domino                                                                        | マーク・ハイス               |                                                                  | 有本欽隆                                                               |
| 2006年 | もしも昨日が選べたら Click                                                           | モーティ                     |                                                                  | 中村正                                                                 |
| 2006年 | ロビン・ウィリアムズのもしも私が大統領だったら… Man of the Year                      | ジャック・メンケン           |                                                                  | 有本欽隆                                                               |
| 2007年 | ヘアスプレー Hairspray                                                               | ウィルバー・ターンブラッド   |                                                                  | 堀勝之祐                                                               |
| 2007年 | 燃えよ!ピンポン Balls of Fury                                                        | フェン                       |                                                                  | 谷口節                                                                 |
| 2009年 | ザ・バッド The Maiden Heist                                                          | ロジャー                     | 日本劇場未公開                                                   |                                                                        |
| 2011年 | キル・ザ・ギャング 36回の爆破でも死ななかった男 Kill the Irishman                    | ションドー                   | 日本劇場未公開                                                   | 板取政明                                                               |
| 2011年 | ダークホース 〜リア獣エイブの恋〜 Dark Horse                                         | ジャッキー                   |                                                                  | （日本語吹替版なし）                                                   |
| 2012年 | 25年目の弦楽四重奏 A Late Quartet                                                    | ピーター・ミッチェル         |                                                                  | （日本語吹替版なし）                                                   |
| 2012年 | ミッドナイト・ガイズ Stand Up Guys                                                   | ドク                         |                                                                  | 金尾哲夫                                                               |
| 2012年 | セブン・サイコパス Seven Psychopaths                                                 | ハンス・キェシロフスキ       |                                                                  | 木下浩之                                                               |
| 2013年 | パニッシュメント The Power of Few                                                    | ドーケ                       | 日本劇場未公開                                                   | TBA                                                                    |
| 2014年 | MI5:灼熱のコンスパイラシー Turks & Caicos                                            | カーティス                   | テレビ映画                                                       | （日本語吹替版なし）                                                   |
| 2014年 | ジャージー・ボーイズ Jersey Boys                                                     | ジップ・デカルロ             |                                                                  | 立川三貴                                                               |
| 2015年 | ジョー・ダート 華麗なる負け犬の伝説 Joe Dirt 2: Beautiful Loser                      | クレム                       |                                                                  | 有本欽隆                                                               |
| 2015年 | ワン・モア・タイム One More Time                                                     | ポール                       | 日本劇場未公開                                                   |                                                                        |
| 2015年 | ファング一家の奇想天外な秘密 The Family Fang                                         | ケイレブ・ファング           | 日本劇場未公開                                                   | （日本語吹替版なし）                                                   |
| 2016年 | イーグル・ジャンプ Eddie the Eagle                                                   | ウォーレン・シャープ         |                                                                  | 立川三貴                                                               |
| 2016年 | ジャングル・ブック The Jungle Book                                                   | キング・ルーイ               | 声の出演                                                         | 石原慎一                                                               |
| 2016年 | メン・イン・キャット Nine Lives                                                      | フェリックス・パーキンス     |                                                                  | 立川三貴                                                               |
| 2017年 | ファーザー・フィギュア Father Figures                                                | ウォルター・ティンクラー医師 | 日本劇場未公開                                                   | （日本語吹替版なし）                                                   |
| 2018年 | 君はONLY ONE Irreplaceable You                                                       | マイロン                     | Netflixオリジナル映画                                            | 立川三貴                                                               |
| 2019年 | The Jesus Rolls                                                                      | Warden                       |                                                                  | N/A                                                                    |
| 2020年 | グランパ・ウォーズ おじいちゃんと僕の宣戦布告 The War with Grandpa                   | ジェリー                     |                                                                  | 立川三貴                                                               |
| 2020年 | Percy                                                                                | パーシー・シュマイザー       |                                                                  | N/A                                                                    |
| 2020年 | Wild Mountain Thyme                                                                  | Tony Reilly                  |                                                                  | N/A                                                                    |
| 2024年 | デューン 砂の惑星PART2 Dune: Part Two                                                | シャッダム4世                |                                                                  | 池田秀一                                                               |
| TBA    | That's Amore!                                                                        |                              | ポストプロダクション                                             |                                                                        |

### テレビ
| 放映年          | 邦題 原題                                    | 役名               | 備考       | 日本語吹替 |
| --------------- | -------------------------------------------- | ------------------ | ---------- | ---------- |
| 1970年          | ハワイ5-0 Hawaii Five-O                      | Walt Kramer        | 計1話出演  |            |
| 1990年 - 2008年 | サタデー・ナイト・ライブ Saturday Night Live | ホスト             | 計7話出演  | N/A        |
| 2021年 - 2022年 | The Outlaws                                  | Frank Sheldon      | 計12話出演 | N/A        |
| 2022年-         | セヴェランス Severance                       | バート・グッドマン | 計9話出演  | 立川三貴   |

### テレビゲーム
| 発売年 | 邦題 原題                 | 役名                | 備考 | 日本語吹替 |
| ------ | ------------------------- | ------------------- | ---- | ---------- |
| 2003年 | True Crime:Streets of LA  | ジョージ巡査部長    |      | 中庸助     |
| 2005年 | True Crime: New York City | FBI捜査官ガブリエル |      | N/A        |

### ミュージックビデオ
- マドンナ「バッド・ガール（Bad Girl）」（1993年）
- ファットボーイ・スリム 「Weapon of Choice」（2001年）2001年MTVビデオ・ミュージック・アワード 6部門受賞[10]、第44回グラミー賞 最優秀ミュージック・ビデオ（短編）受賞

## 日本語吹き替え
主に担当しているのは、以下の人物である。
野沢那智
『戦争の犬たち』で初担当。以降、ウォーケンの専属（フィックス）として活躍した。
有本欽隆
『ラストマン・スタンディング』で初担当。2000年代に入ってからは、専属に近い形で担当した。
小川真司
『バットマン リターンズ』（ソフト版）で初担当。中期の作品を野沢らと共に多く担当。
立川三貴
『ジャージー・ボーイズ』で初担当。老年期に入ってからの作品を数多く担当。
このほかにも、菅生隆之、大塚芳忠、谷口節、土師孝也、池田秀一、金尾哲夫、水野龍司、江原正士なども複数回、声を当てている。

## 主な受賞歴
- アカデミー助演男優賞：1978年（『ディア・ハンター』）
- 英国アカデミー賞 助演男優賞：2002年（『キャッチ・ミー・イフ・ユー・キャン』）